# Porca Véia
Porca Véia, nome artístico de Élio da Rosa Xavier (Lagoa Vermelha, 2 de março de 1952 — Novo Hamburgo, 12 de junho de 2020), foi um cantor, compositor, acordeonista e gaiteiro brasileiro.

## Biografia
Filho de Julieta da Rosa Xavier e Lauro Nunes Xavier. Produtor rural até aos 16 anos de idade, começou sua carreira artística com seis anos de idade por influência da família, onde havia muitos músicos amadores. Fez curso técnico agrícola, quando ganhou o apelido que foi seu nome artístico. Venceu vários festivais como instrumentista e apresentou-se com Kleiton e Kledir nas melhores casas de espetáculo do Brasil, como o Canecão do Rio de Janeiro e no Palace em São Paulo. Venceu dezenove de vinte concursos de gaiteiros de que participou e ganhou duas vezes o Disco de Ouro. 
Criou e dirigiu o Grupo Musical Cordiona, um grupo de baile fandangueiro. Recebeu vários títulos, como cidadão Honorário, comendador da Brigada Militar, Amigo da Brigada e Destaque Musical. Durante sua trajetória, Porca Véia gravou 21 CD´s e três DVD´s. 
Casou-se no dia 28 de agosto de 2009, em Curitibanos, com a catarinense Claudinéia Aparecida Bossardi. De outros relacionamentos possui quatro filhos: Alliny Ferreira Xavier, Diego Eberhardt Xavier, Juliana de Araujo Xavier Pinto e Maria Gabriela. Depois de 33 anos nos palcos, Porca Véia anunciara que sua carreira artística terminaria no fim de 2013 e o fez em 28 de dezembro de 2013, no pavilhão da Festa da Uva, em um grande show com a presença de quase 5 mil pessoas. Contou também com convidados como Renato Borghetti, Yamandu Costa, Daltro Bertussi e Luiz Carlos Borges.
Morreu em 12 de junho de 2020, aos 68 anos de idade, no Hospital Regina em Novo Hamburgo, após sofrer uma parada cardíaca. Seu corpo foi sepultado no Cemitério Municipal Morada do Sol, em Ivoti, em cerimônia reservada para familiares devido à pandemia de COVID-19.

## Prêmios e indicações

### Prêmio Açorianos
| Ano  | Categoria                         | Indicação  | Resultado |
| ---- | --------------------------------- | ---------- | --------- |
| 2009 | Instrumentista de Música Regional | Porca Véia | Indicado  |
| 2011 | Intérprete de Música Regional     | Porca Véia | Indicado  |